# Aschacher Straße
Die Aschacher Straße (B 131) ist eine Landesstraße in Österreich. Sie führt auf einer Länge von 14,5 km durch das Mühlviertel in Oberösterreich. Die Aschacher Straße beginnt in Ottensheim an der Donau, überquert sie bei Aschach an der Donau und endet im Hausruckviertel in Hartkirchen. Die Donaubrücke bei Aschach ist eine von nur zwei Donaubrücken zwischen Passau und Linz (bei ca. 70 km Flusslänge).

## Geschichte
Die 12,5 km lange Ottensheim-Landshaager Bezirksstraße, die an der Drahtseilfähre in Oberlandshaag endete, wurde 1932 in Bergheimer Straße umbenannt. Nach dem Anschluss Österreichs wurde diese Straße im Zuge der Vereinheitlichung des Straßensystems am 1. April 1940 in eine Landstraße I. Ordnung umgewandelt und als Teil der L.I.O. 16 bezeichnet.
1962 wurde die Donaubrücke bei Aschach fertiggestellt.
Die Aschacher Straße gehört seit dem 1. Dezember 1973 zum Netz der Bundesstraßen in Österreich.